# Кусао, Такэси
Такэси Кусао (яп. 草尾 毅 кусао такэси). Родился 20 ноября 1965 года в префектуре Сайтама в Японии. Работает сэйю в компании Aoni Production. Наиболее известен как голос Транкса в сериале Жемчуг дракона Z, Ханамити Сакураги в (Slam Dunk), Рё Санады в Yoroiden Samurai Troopers, Парна в Record of Lodoss War), Коко (Кодзи Кокоды) в Yes! PreCure 5, Кая Кискэ вGuilty Gear, Юкимиуры Санады в Samurai Warriors и Warriors Orochi, Сержанта Дороро и Мао в Code Geass.
Имеет рост 165 см, весит 63 кг. В числе хобби Кусао — волейбол и плавание.
20 мая 2015 года Кусао женился на сэйю Юке Сайто, которая родила ему двоих детей.

## Роли ваниме

### Аниме-сериалы
- 7 самураев — Хёго
- Captain Tsubasa — Диас
- Code Geass — Мао
- Код ангела — Крад
- Darker than Black — Вэй Чжицзюнь
- Digimon Adventure 02 — Револмон
- GeGeGe no Kitarou — Макото Васио
- Gensomaden Saiyuki, Saiyuki Reload и Gensomaden Saiyuki — Ко Гайдзи
- InuYasha — Банкоцу, Дзюра
- Kidou Shinsengumi Moeyo Ken — Укон Танака
- Mega Man Legends — Гага
- Metal Fight Beyblade — Бусудзима
- Mobile Suit Gundam Wing — Мюллер
- Наруто — Сиранами
- NG Knight Ramune & 40 — Ламуне
- One Piece. Большой куш — Зап, Коити, Мутигоро, Ягуар Д. Саул, Кодза, молодой Гол Д. Роджер
- Record of Lodoss War — Парн
- Ring ni Kakero — Исимацу Катори
- Saint Seiya — Каприкорн Сюра (2002—2006)
- Sgt. Frog — Дороро
- Slam Dunk — Ханамити Сакураги
- SoltyRei — Уилл
- Spiral: Suiri no Kizuna — Косукэ Асадзуки
- Sumomomo Momomo — Тэнка Коганэй
- Souten Kouro — Сяхоу Дунь
- Tales of Phantasia — Клесс Альвейн
- Transformers: Super-God Masterforce — Клаудер
- Video Girl Ai — Ёута Мотэути
- Yes! PreCure 5 — Коко
- Ronin Warriors — Рё Санада
- Ys — Адол Кристин
- Жемчуг дракона — Транкс
- С его стороны — с её стороны — Хироюки Миядзава
- Юная революционерка Утэна — Кёити Сайондзи

### OVA
- Casshan: Robot Hunter (OVA) — Тэцуя Адзума/Касшан
- Dogs: Bullets & Carnage — Магато
- Guyver: The Bioboosted Armor — Сё Фукамати/Гайвер
- Ранма ½ — Синносукэ